# Évangiles d'Echternach
Ne doit pas être confondu avec Codex Aureus d'Echternach.
Les Évangiles dits d'Echternach appelé aussi Évangiles de saint Willibrord est un manuscrit enluminé contenant les évangiles, réalisé en Irlande ou en Northumbrie à la fin du VIIe siècle. Il est actuellement conservé à la Bibliothèque nationale de France.

## Historique
Le manuscrit a sans doute été donné à saint Willibrord vers 690 avant son départ vers la Frise pour y évangéliser les Païens. Il a sans doute été commandé par son père spirituel, Egbert, un missionnaire northumbrien alors réfugié en Irlande. Certains spécialistes pensent qu'il a été réalisé à l'abbaye de Rathmelsigi (en), en Irlande. D'autres penchent plutôt pour une origine de Northumbrie, en se fondant sur l'écriture, très proche il est vrai de celle de l'évangéliaire de Durham. Cette écriture pourrait aussi s'expliquer par l'origine northumbrienne de Egbert. Écrit et décoré rapidement, le manuscrit, de petite taille pour être transporté, en minuscules, avec très peu de lettrines et sans page tapis. Par la suite, Willibrord parvient à propager la foi chrétienne en Frise, devient évêque d'Utrecht et fonde l'abbaye d'Echternach, situé actuellement dans le Luxembourg,. 
Le manuscrit est conservé pendant plusieurs siècles dans l'abbaye jusqu'à la Révolution française. En 1802, à la suite de la transformation de la région en département français, le bibliophile lorrain Jean-Baptiste Maugérard est envoyé sur place et y saisit plusieurs manuscrits pour le compte de l'État français dont l'évangéliaire. Le manuscrit est depuis conservé à la Bibliothèque Nationale, pourvu d'une reliure aux armes de l'empereur en 1806.

## Description
Le colophon du folio 222v, sans doute copié par le scribe sur le manuscrit servant de modèle, indique que le texte a été corrigé en 558 par Eugippius, abbé d'un monastère situé près de Naples, d'après un autre manuscrit propriété de saint Jérôme. Cependant, le texte, éloigné de la Vulgate, est proche de ceux produits par les scriptorium irlandais à la même époque, avec un sommaire identique au Livre de Durrow ou à celui de Kells,. Il est aussi très proche du texte des Évangiles de Mac Durnan ou encore des Évangiles de Máel Brigte (en).
Le manuscrit contient 4 miniatures en pleine page, représentant les symboles des évangélistes, contrairement aux évangéliaires de cette époque. 

### L'homme: symbole de Matthieu

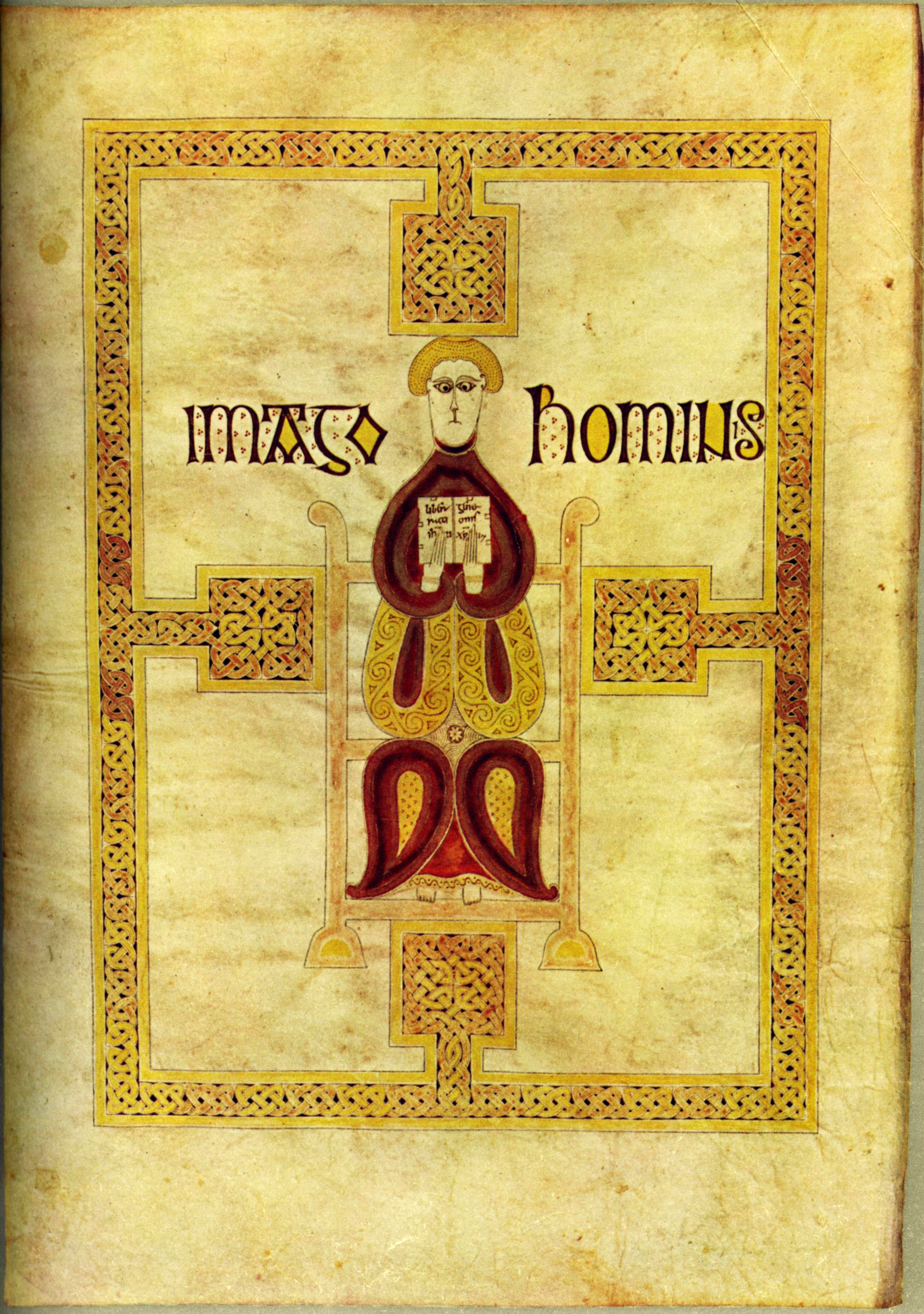
L'homme, symbole de Matthieu

Saint Matthieu est symbolisé par le figure de l'homme, « IMAGO HOMINIS » comme il est écrit de part et d'autre de sa tête. Le personnage tient dans ses mains un livre ouvert contenant les premiers mots de l'évangile : « Liber generationis Ihesu Christi ». Ses yeux louchent et sont baissés vers le livre comme pour le lire. Il porte une tonsure dans le style romain et non à la manière irlandaise, contrairement au Livre de Durrow. Egbert, le probable commanditaire, était un moine northumbrien qui a contribué à propager cette coutume du monachisme romain en opposition au monachisme irlandais. La position du personnage, assis sur un trône et sa position de lecteur identifie celui-ci à saint Matthieu lui-même. Par la position de son corps et celle du cadre entrelacé, il prend la forme d'une croix stylisée. 

### Le lion: symbole de Marc
Miniature parmi les plus célèbres de l'enluminure insulaire, le lion, symbole de l'évangéliste Marc, est représenté bondissant et dynamique, contrastant avec le cadre rectiligne en arrière-plan. Cette représentation du lion se rapproche de certains modèles d'inspiration picte.

### L'aigle: symbole de Jean

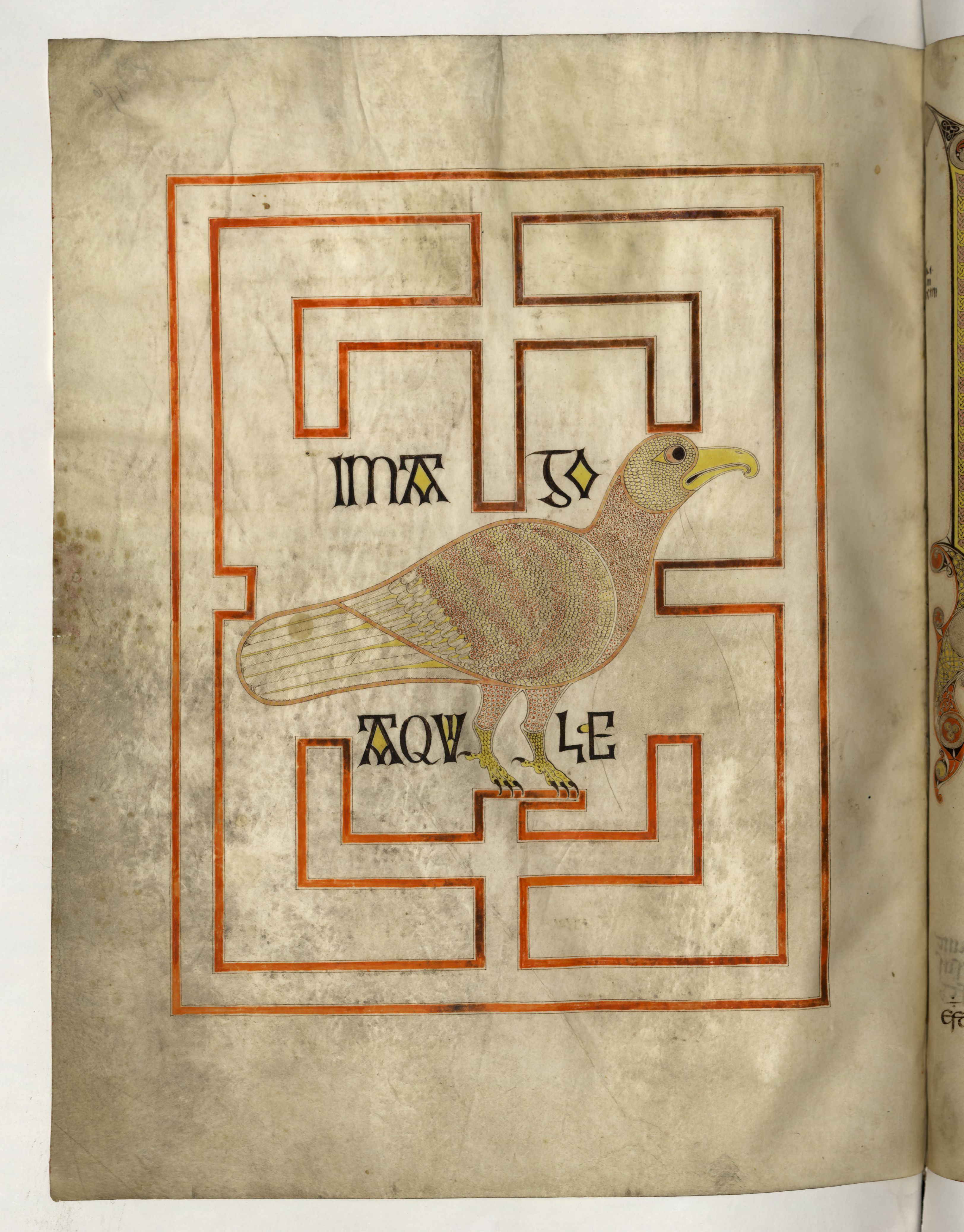
L'aigle de saint Jean

Là encore, la miniature joue sur le contraste entre les lignes courbes de l'aigle, symbole de l'évangéliste Jean, dessinées en partie au compas, avec le cadre rectiligne qui l'enferme presque comme dans une cage.

### Le taureau: symbole de Luc

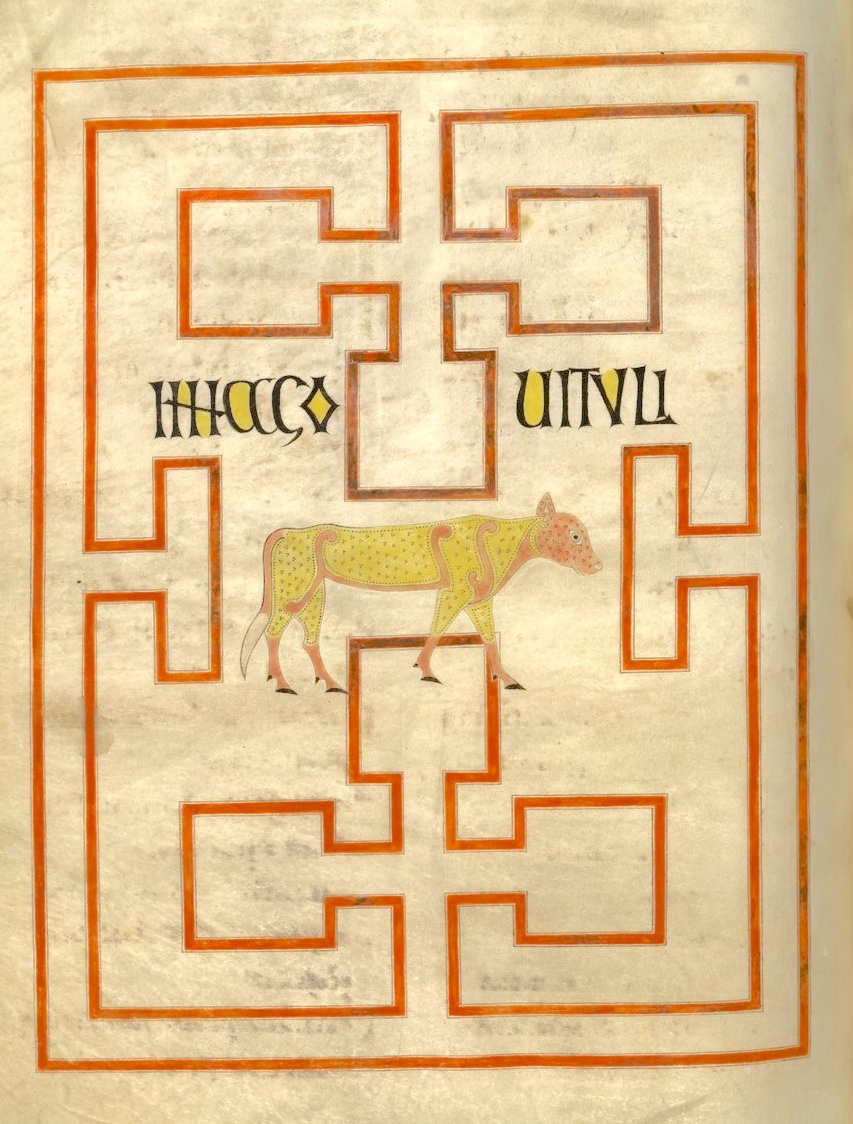
Le taureau de Saint Luc

Le dessin du taureau est d'une grande finesse, comme on peut le constater sur un agrandissement.

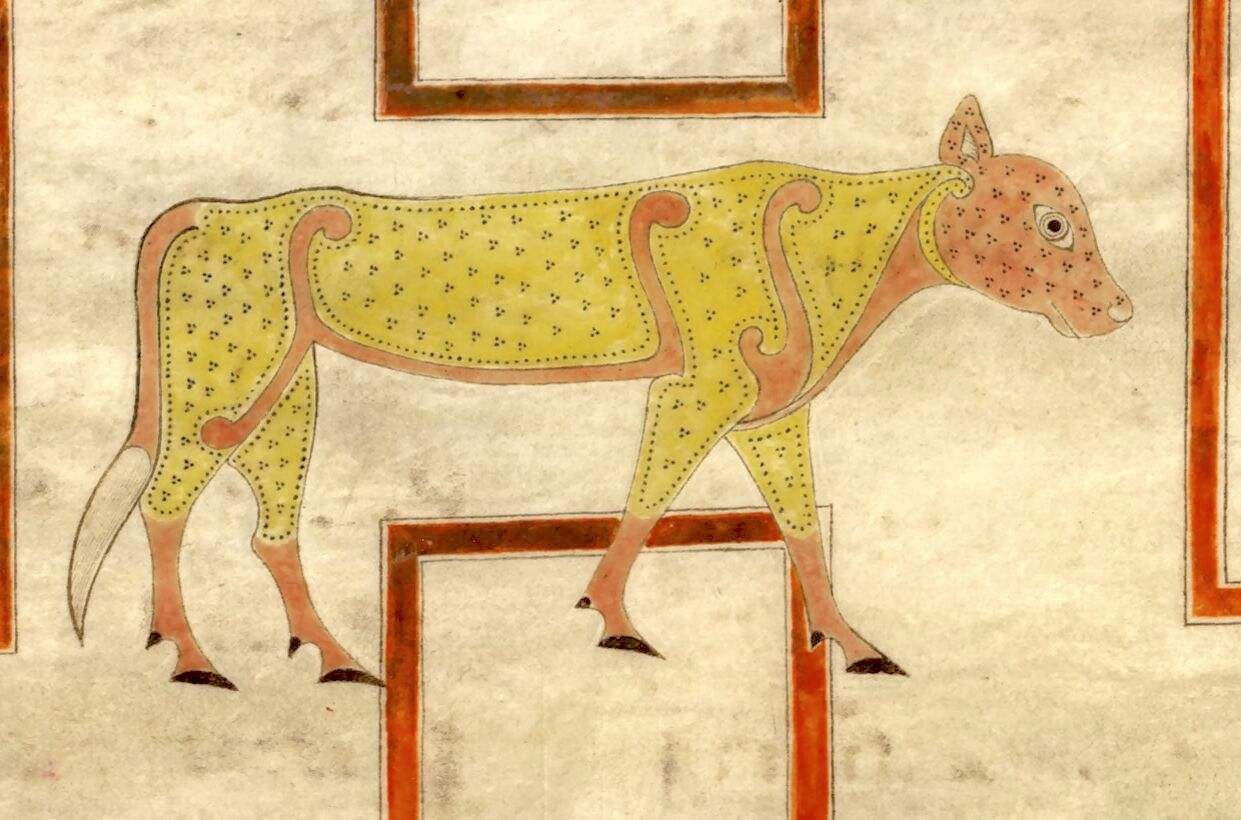
Evangiles dits d'Echternach f115v : taureau de Saint Luc (détail)